# Joining You
Joining You — второй сингл Аланис Мориссетт с альбома 1998 года Supposed Former Infatuation Junkie. Сингл вышел 3 января 1999 года в Европе. Песня достигла 16 позиции в чарте Billboard Modern Rock Tracks.

## Видеоклип
Режиссёром клипа стала Мориссетт. Видеоклип не был завершен, однако его 90-секундный отрывок появился на DVD The Collection.

## Список композиций
CD1
1. «Joining You» (Melancholy mix) — 4:24
2. «Joining You» (album version) — 4:24
3. «These Are the Thoughts» (unreleased track) — 3:16
4. «Thank U» (BBC/Radio One live) — 4:13

CD2
1. «Joining You» (album version)
2. «Your House» (BBC/Radio One live)
3. «London» (Bridge School Benefit live)[Unreleased Track]

German CD single
1. «Joining You» (Melancholy mix) — 4:24
2. «Your House» (BBC/Radio One live) — 3:24

1. «Joining You» (Melancholy mix) — 4:24
2. «These Are the Thoughts» (unreleased track) — 3:15
3. «Thank U» (BBC/Radio One live) — 4:13

## Позиции в чартах
| Чарт (1998/1999)                  | Наивысшая позиция |
| --------------------------------- | ----------------- |
| Австрия                           | 26                |
| Франция                           | 89                |
| Нидерланды                        | 51                |
| Швейцария                         | 46                |
| U.S. Billboard Modern Rock Tracks | 16                |
| Canadian Singles Chart            | 40                |
| UK Singles Chart                  | 28                |